# February 29
February 29 (2월 29일 Iwol isibguil) es una película de 2006 de terror de corea y la primera entrega de la serie 4 Horror Tales.

## Trama
Ji-yeon, una muchacha que trabaja en una barrera de peaje, es asustada por un misterioso coche negro que paga a medianoche con un billete manchado de sangre. Su miedo aumenta cuando un colega, Jong-sook, le comenta que 12 años antes un vehículo de transporte de presos causó un accidente de tráfico, en el que murieron y desaparecieron todos los cuerpos. Desde entonces, cada cuatro años ocurre un asesinato el día 29 de febrero.

## Reparto
- Park Eun-hye
- Im Ho
- Lee Myeong-jin
- Im Hyeon-kyeong
- Choi Yoon-jeong
- Baek Eun-jin
- Yoo Yeon-soo